# Ihanja
Ihanja ist ein Verwaltungsbezirk (englisch Ward) des Distrikts Ikungi in der tansanischen Region Singida.

## Geografie
Ihanja ist ein Bezirk im nördlichen Zentralteil von Tansania etwa 25 Kilometer Luftlinie südsüdwestlich der Regionshauptstadt Singida. Bei der Volkszählung 2022 lebten 12.266 Menschen in 2422 Haushalten auf einer Fläche von 234 Quadratkilometern.
Der Bezirk grenzt im Norden an den Distrikt Singida (MC) und sonst an fünf Bezirke des Distrikts Ikungi:
| Minyughe | Mtamaa                                      | Kituntu |
| Makilawa | Kompassrose, die auf Nachbargemeinden zeigt | Isseke  |
|          | Muhintiri                                   |         |

## Gliederung
Der Bezirk besteht aus drei Gemeinden (swahili Mtaa) mit 28 Orten (Kitongoji):
| Ihanja - Madukani - Ufantamei - Ibebe - Migheghea - Mnini A - Mnini B - Laini - Kijumbui - Makonyora - Itungukia | Laini Chungu - Mburi - Mkuo - Mahayagha - Nkhanga A - Makhojoa - Ivevee - Singano - Mghumo - Itongo - Makhongo - Ihkhangaa - Chungu | Nduru - Nduru Kati - Simbo - Ulyampiti - Mwanduamaji - Mampungwa - Unyangwe |

## Wirtschaft und Infrastruktur
- Landwirtschaft: Im Bezirk werden 12.000 Rinder, 8000 Ziegen, 2000 Schafe und 39.000 Hühner gehalten (Stand 2016).[8]
- Bildung: Die Masinda Secondary School ist eine staatliche weiterführende Schule mit einer Ausbildung bis zur 4. Stufe.[9]
- Gesundheit: In Ihanja liegen ein staatliches Gesundheitszentrum[10] und eine staatliche Apotheke.[11]